# Campanya de l'Adriàtic
|  | Per a altres significats, vegeu «Campanya de l'Adriàtica (1914-1918)». |

La campanya de l'Adriàtic va ser un dels teatres de guerra menors durant les Guerres Napoleòniques, on una sèrie de petits esquadrons de la Marina Reial Britànica i creuers independents assetjar al conjunt de les forces navals del Primer Imperi Francès, el Regne d'Itàlia, les Províncies Il·líries i el Regne de Nàpols entre el 1807 i el 1814 al mar Adriàtic. Itàlia, Nàpols i Il·líria estaven sota el control directe o la representació de l'Emperador de França Napoleó I, que s'havia apoderat d'elles mitjançant el Tractat de Pressburg, després de la Guerra de la Tercera Coalició.
El control de l'Adriàtic proporcionava molts avantatges a la Marina Francesa, permetent desplaçar ràpidament a les tropes des d'Itàlia cap als Balcans i Àustria per a realitzar campanyes a l'est i proporcionant a França nombroses drassanes, especialment les enormes instal·lacions navals de Venècia. A partir del 1807, quan el Tractat de Tilsit va provocar la retirada de República Septinsular per part de Rússia, la Marina Francesa va mantenir la supremacia naval a la regió. El Tractat de Tilsit també comptava amb una clàusula secreta que garantia a ajuda de França en qualsevol guerra lliurada entre els russos i l'Imperi Otomà. Per a complir aquesta clàusula, Napoleó hauria d'assegurar les seves rutes d'abastament a l'est augmentant la presència de tropes franceses a Il·líria. Això exigia el control de l'Adriàtic enfront de les invasions cada vegada més agressives per part dels britànics. La Marina Reial estava decidida a impedir que els combois de tropes arribessin a lònia i pretenia acabar amb l'hegemonia de França a la regió, el que va resultar a una campanya naval que es va allargar durant sis anys.
La campanya no va ser uniforme, les forces britàniques i franceses es trobaven limitades pels dictàmens de conflictes més amplis, a la Mediterrània i el món, el que va portar a què el nombre de vaixells a la zona oscil·lar. Tot i que hi va haver molts comandants a càrrec de les operacions a la regió, els dos més importants van ser William Hoste i Bernard Dubourdieu, les gestes es van celebrar en els diaris de les seves respectives nacions durant el 1810 i 1811. La campanya entre els dos oficials va arribar al seu clímax a la Batalla de Lissa el març del 1811, quan Dubourdieu va perdre la vida i el seu esquadró va ser derrotat per Hoste a una elogiada acció.
Els esdeveniments del 1811 van concedir el domini de l'Adriàtic als britànics durant la resta de la guerra. Les tropes expedicionàries britàniques i gregues capturar una rere l'altra les illes fortificades dels francesos, i els grups d'assalt britànics van devastar el comerç local en tota la zona. Com a conseqüència, França cancel·lar els seus plans contra l'Imperi Otomà i La Grande Armée es va dirigir cap a Rússia. Les forces britàniques van continuar les seves operacions fins que l'avanç dels exèrcits pertanyents a la Sisena Coalició van allunyar als francesos de les costes de l'Adriàtic a principis del 1814, amb tropes i infants de marina britànics ajudant en la captura de diverses ciutats franceses importants, incloses Fiume i Trieste.

## Context

Mapa que mostra la importància estratègica de Corfú per controlar l'ingrés a l'Adriàtic.

Els francesos havien mantingut la seva presència en el mar Adriàtic des del Tractat de Campo Formio durant les Guerres Revolucionàries Franceses. Campo Formio va assenyalar la fi de la Guerra de la Primera Coalició el 1797 i va confirmar l'ocàs de la República de Venècia i la divisió del seu territori entre la República Francesa i l'Imperi austríac. Una de les possessions obtingudes per França gràcies a aquesta divisió van ser les set Illes Jòniques que dominaven l'entrada a l'Adriàtic. Tant els russos com els otomans consideraven a aquests llocs d'avançada francesos situats a la Mediterrània Oriental una amenaça i el 1800 un exèrcit rus-otomà va atacar la tremendament fortificada ciutadella francesa a Corfú, la qual va caure després d'un setge de quatre mesos. Els vencedors es van apoderar de les illes i amb elles van crear la República Septinsular, nominalment otomana, independent i protegida per l'Armada de Rússia en la pràctica.
A l'Europa continental, l'ascens de Napoleó Bonaparte com a governant del nou Imperi Francès va portar a un nou conflicte, la Guerra de la Tercera Coalició del 1805, que va acabar de manera desastrosa per a l'exèrcit aliat d'austríacs i russos a la batalla d'Austerlitz. Els tractats que van posar fi a la guerra van crear dues monarquies clientelistes de França a Itàlia, els regnes d'Itàlia i Nàpols, i les tropes franceses van mantenir la possessió d'importants territoris de la costa oriental de l'Adriàtic en Dalmàcia. Aquests dominis van fer augmentar significativament l'interès naval de França al Mar Adriàtic, que estava proveït d'uns ports i drassanes, especialment a Venècia.
La guarnició russa a Corfú, amb l'agregat d'una poderosa esquadra naval, va bloquejar de manera efectiva l'ús del Mar Adriàtic per part dels francesos, tancant l'entrada en el Canal d'Òtranto. A més a més, en aquell moment les preocupacions militars de França estaven centrades molt més al nord, el que va resultar en la Guerra de la Quarta Coalició durant el 1806 i 1807, amb els exèrcits de Napoleó envaint Prússia i forçant que els russos signin el Tractat de Tilsit el 7 de juliol del 1807. Una de les clàusules menys importants del tractat transferir la República Septinsular novament al domini de França, fent que els russos es retiressin completament l'Adriàtic. Aquest allunyament estava sostingut per una clàusula oculta del tractat que garantia l'ajuda de França per continuar la guerra russa contra els otomans en els Balcans.

## Primers incidents
Amb l'allunyament rus, els francesos despatxar guarnicions immediatament a les Illes Jòniques, reunint veloçment a més de 7.400 unitats franceses i napolitanes només a Corfú. Això va convertir a l'Adriàtic en un mar francès des del qual enviar lliurement atacs contra els combois britànics, les seves colònies i les esquadres de la Marina Reial que mantenien el bloqueig i havien controlat la mar Mediterrània des de la batalla de Trafalgar dos anys enrere. Per facilitar els seus plans, la Marina Francesa va realitzar gran quantitat d'encàrrecs a les drassanes venecianes per així incrementar el seu poder a la regió mitjançant vaixells produïts i amb tripulació locals.
La Flota de la Mediterrània de la Marina Reial va respondre a l'amenaça veloçment i, el novembre del 1807, el navili de quarta classe HMS Glatton i alguns vaixells menors van bloquejar Corfú, capturant diversos combois francesos i italians amb reforços. Estimulats per l'èxit del bloqueig, petits grups d'assalt britànics van començar a ingressar a l'Adriàtic en forma independent, per agafar els combois francesos al llarg de la costa italiana. Una de les primeres operacions britàniques a la regió va ser la captura de l'illa dàlmata de Lissa per utilitzar com a port segur dins de les aigües suposadament controlades per França. L'illa, deshabitada en la seva majoria, es va convertir ràpidament en una eficaç base naval gràcies a la construcció d'una petita ciutat i un port a Port Sant Jordi. Durant el 1807, els vaixells britànics assignats a l'Adriàtic van ser relativament petits i, per tant, el seu impacte va ser menor. Els grups d'assalt britànic a més van limitar els seus atacs contra la costa d'Il·líria a objectius exclusivament militars per tal de conservar el tracte amistós amb la població local, la qual proveïa als creuers britànics amb aliments, aigua i pertrets marítims. La Flota de la Mediterrània de França, liderada per l'Almirall Ganteaume va efectuar una incursió a Corfú el febrer del 1808, encara que l'esquadra britànica a càrrec del bloqueig va ser incapaç de detenir-, aquest va ser l'únic intent per part de França d'enviar vaixells de guerra a la regió i la flota havia tornat a Toló a mitjans de març.
El primer desplegament militar britànic important a l'Adriàtic va succeir el maig del 1808, quan la fragata HMS Unite al comandament del Capità Patrick Campbell va arribar als afores de Venècia. Durant maig, Campbell va interrompre la navegació des del port més actiu de l'Adriàtic i va capturar a tres vaixells que la Marina Italiana havia enviat per combatre'l. Davant aquest problema, la resposta francesa va ser despatxar a una petita fragata, el Var, rumb a Venècia, això no obstant, aquesta mesura va tenir molt escàs impacte sobre les operacions britàniques. Tot i això, les activitats dels britànics a l'Adriàtic es van reduir durant l'any a causa de la guerra contra l'Imperi Otomà, que va ocupar al cap de pocs recursos marítims britànics a la Mediterrània Oriental.

## Invasió a les Illes Jòniques
La presència britànica a l'Adriàtic va augmentar considerablement el 1809 amb l'arribada de les fragates HMS Amphion i HMS Belle Poule, al comandament de William Hoste i James Brisbane, respectivament. Els reforços van causar un impacte immediat per mitjà d'una sèrie d'atacs a les illes de Dalmàcia i Jònia. Al febrer, el Belle Poule captura l Var als afores de Valona i els francesos van respondre despatxant a les fragates Dana i Flore de Toló. El HMS Topaz va atacar a les unitats de reforç franceses a la seva arribada, però van aconseguir arribar a Corfú per després navegar cap al nord i incrementar les defenses de França a l'Adriàtic.
Durant el transcurs de l'any, els atacs britànics es van intensificar, conduïts per l'Amphion d'Hoste, que operava des de Lissa. Les incursions contra les costes italianes van resultar en la captura de dotzenes de vaixells mercants i troneres, a més, grups de mariners i infants de marina desembarcaven a les ciutats costaneres, repel·lent l'eix els defensors i fent explotar les fortificacions abans de tornar als seus vaixells. L'èxit davant la insignificant oposició francesa va encoratjar el comandant britànic a la Mediterrània, Almirall Cuthbert Collingwood, a formar un destacament per eliminar específicament les guarnicions de França a les Illes Jòniques. Aquesta expedició, dirigida navals pel Brigadier-General John Oswald del HMS Warrior, va aconseguir desembarcar a l'illa de Cefalònia l'1 d'octubre i obligar que la guarnició napolitana es rendís en qüestió d'hores. Escassos dies després, les illes veïnes de Zacint i Ítaca també s'havien rendit i la fragata HMS Spartan, al comandament de Jahleel Brenton, va efectuar una invasió reeixida a Cerigo al cap de poc.
La invasió a les Illes Jòniques no només pretenia evitar que aquestes fossin utilitzades pels francesos, sinó també fomentar la independència grega de l'Imperi Otomà, amb el qual els britànics es trobaven en guerra. Els nacionalistes grecs i altres grups que operaven fora de la llei localment van passar a formar el 1r Cos d'Infanteria Lleugera Grega, al comandament de John Oswald i, després, de Richard Church. L'existència d'aquesta unitat (el primer militar grega independent moderna) va incitar a què altres nacionalistes grecs s'unissin a les tropes britàniques a la zona, creant el nucli del qual serien els Estats Units de les Illes Jòniques. La retirada de les tropes el 1809 va demorar la realització de noves invasions fins al març del 1810, quan Thomas Byam Martin, el successor provisional de Collingwood, va destinar a una esquadra de la Flota de la Mediterrània a una operació en contra de Santa Maura. El desembarcament es va produir el 22 de març i l'illa es va rendir el 16 d'abril, després de vuit dies de setge a la fortalesa principal. Les tropes gregues natives d'una guarnició desertar i proporcionar important ajuda a la Infanteria Lleugera Grega de Oswald.

## Els reforços francesos

La situació a l'Adriàtic a partir del 1810.

Un cop acabada la Guerra de la Cinquena Coalició a finals del 1809, la situació política al Mar Adriàtic havia canviat, confirmant el domini de França sobre les Províncies Il·líria i eliminant tota amenaça als ports de la zona des del territori sota el poder d'Àustria. A més, la conclusió de la guerra va alliberar la Marina Francesa per a realitzar operacions contra l'Imperi Otomà, tal com s'indicava en el Tractat de Tilsit. Tanmateix, això no va afectar les fragates britàniques que rapinya l'Adriàtic sota el comandament de William Hoste, que ara llançava atacs coordinats sobre combois, ciutats i forts de la costa italiana.
A finals de l'estiu del 1810, la Marina Francesa va dur a terme el seu primer intent seriós de contrarestar les operacions britàniques a la zona, per la qual cosa va despatxar a Bernard Dubourdieu des de Toló, a bord de la Favorite. Dubourdieu era considerat un dels comandants de fragata de més èxit dins de la Marina Francesa, i va reunir a les unitats franceses i italianes escampades per l'Adriàtic per a formar una esquadra que superava àmpliament en nombre a les forces d'Hoste. L'anglès, al corrent dels moviments de Dubourdieu, va mantenir la vigilància sobre la flota francesa a Ancona.
Al començament d'octubre, i després d'haver fracassat en provocar un combat amb Dubourdieu, Hoste es va reavastir
 a Lissa i va tornar al bloqueig a Ancona en companyia del HMS Cerberus. Després de descobrir que Dubourdieu i la seva esquadra no es trobaven allà, Hoste el va perseguir cap a Corfú, guiant-se per informació imprecisa que li havia brindat en passar un vaixell corsari sicilià. Tal com Dubourdieu havia planejat, l'ardit va deixar Lissa oberta a un atac. Després que un gran nombre de tropes franceses van desembarcar a l'illa el 21 d'octubre, aquestes van capturar els vaixells al port, però no van aconseguir trobar la guarnició de l'illa, que havia retrocedit cap a les muntanyes. Dubourdieu romandre a Lissa durant set hores, però després es va retirar a Ancona quan els pesquers locals li van comunicar que Hoste estava tornant des del sud. La Flota Britànica de la Mediterrània va enviar a Lissa al HMS Montagu com a defensa contra un nou atac i com a precaució davant d'una intervenció per part del vaixell de guerra francès Rivoli, que estava acabant de construir a Venècia. L'arribada d'una nau tan poderosa va sufocar tota nova iniciativa francesa durant la resta de l'any, el que va permetre que Hoste realitzés assalts limitats sobre la costa d'Itàlia.

## La Batalla de Lissa
Montagu abandonar l'Adriàtic a principis del 1811. Amb el HMS Cerberus i el HMS Active assignats a operacions contra els ports de Pescara i Ortona al febrer, Dubourdieu va decidir organitzar un segon atac a Lissa, aquest cop amb la idea de prendre el control permanent de l'illa i protegir-se amb tropes italianes. Després de sortir d'Ancona l'11 de març amb sis fragates, diverses embarcacions de suport i més de 500 soldats, l'esquadra franco-italiana va navegar cap a Lissa durant la nit. A l'alba del 12 de març, observadors britànics a Lissa van veure aproximar-se als francesos i Hoste va fer que la seva flota, que incloïa el Cerberus i l'Active, recentment reincorporats, sortís a trobar Dubourdieu prop de la costa al nord de l'illa.

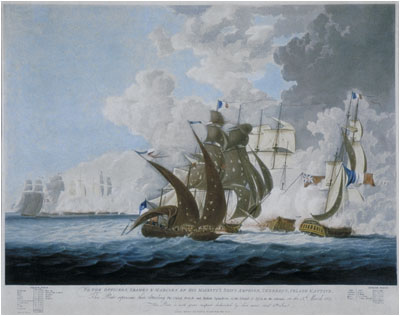
La Batalla de Lissa del 13 març del 1811. Gravat de Henri Merk sobre una pintura de George Webster, 1812.

Hoste va mantenir una línia de combat tancada, obligant a què Dubourdieu l'ataqués directament. Dubourdieu intentar abordar en persona el Amphion d'Hoste, al capdavant dels soldats italians del seu vaixell insígnia. Hoste respondre disparant a boca de canó amb una carronya de 750 bales de mosquet. El primer tret va matar Dubourdieu gairebé tots els seus oficials, provocant confusió en l'esquadra francesa i el naufragi del Favorite a la costa de Lissa. Després, Hoste hostilitzar el Flore i el Bellone, forçant la rendició de tots dos. El front de la formació britànica, liderat pel HMS Volage, va enfrontar als tres vaixells restants de França i Itàlia, repel·leix el Dana i el Carolina i capturant el Corona. L. Flore també va poder escapar cap a la protecció brindada per les bateries franceses de Lesina.
El triomf a la batalla de Lissa (1811) va confirmar el domini britànic a la regió durant els següents tres anys, sense que els francesos poguessin reemplaçar la pèrdua de vaixells i oficials avesats que patissin al mig del combat. Durant la primavera del 1911, la comanda a Tulón va intentar reforçar l'Adriàtic i mantenir l'enviament de combois que abastien a Corfú, però van ser pocs els que van arribar a l'Adriàtic a causa del bloqueig britànic en els ports del sud de França. Els que escapaven al bloqueig a Tulón, eren capturats en la seva majoria per la flota a Lissa, que havia crescut gràcies al retorn del HMS Belle Poule i la nova addició del HMS Alceste en reemplaçament del HMS Amphion i d'Hoste qui, ferit, havia tornat al Regne Unit. A més, l'esquadra continuava realitzant atacs sobre els embarcaments i ciutats properes a la costa que havien caracteritzat a la campanya britànica, i envaït Parenzo i Ragosniza per destruir els vaixells d'abastament refugiats en els seus ports.
Al novembre l'HMS Eagle persegueix i captura la petita fragata francesa Corcyre, durant un intent fallit de transportar subministraments a Corfú. Un dia després, França va realitzar l'intent més important del 1811 per augmentar les seves forces a l'Adriàtic, però va ser frustrat per mitjà de l'acció militar del 29 novembre 1811, quan dues fragates i un vaixell d'aprovisionament armat van ser víctimes de la persecució i l'atac per part d'una esquadra britànica al comandament del Capità Murray Maxwell de l'Alceste. El vaixell d'aprovisionament i una de les fragates van ser capturades, mentre que l'altra va aconseguir arribar a Ancona en un estat deplorable. Aquest enfrontament va tenir grans ramificacions, el mateix Napoleó es va interessar en els informes i es creu que va ser aquest combat el que el va convèncer de canviar els seus plans d'expansió cap a orient dels Balcans a Rússia.

## Sota domini britànic
Ara, l'esperança de França per recuperar la supremacia de l'Adriàtic descansava sobre el Rivoli, un vaixell de guerra que estava en construcció a Venècia. Tot i que la seva terminació feia dos anys de retard, els serveis d'intel·ligència britànics estaven al corrent de la seva situació i periòdicament s'assignaven vaixells de guerra per observar els seus moviments i llançar a l'atac si es presentava l'oportunitat. El febrer del 1812, le Rivoli va salpar des de Venècia per primera vegada, amb destinació cap a la Pulla en el seu viatge inaugural. Esperant, hi havia el HMS Victorious, comandat per John Talbot, que va perseguir le Rivoli i el va capturar després d'una batalla de quatre hores en què tots dos bàndols van patir greus baixes.
La pèrdua del Rivoli va posar fi als intents de França per disputar el domini britànic sobre el Mar Adriàtic. Encara que la campanya al teatre de guerra se sostindria fins al 1814, des de febrer de 1812 els britànics van poder atacar combois, forts, illes i fins i tot ciutats importants de França amb total impunitat. William Hoste va tornar a l'Adriàtic l'estiu del 1812, com a capità de l'HMS Bacchante i durant diversos mesos va realitzar atacs sobre la costa de la Pulla. Els creuers britànics podien operar dins de l'Adriàtic amb tanta llibertat que això va atreure reforços de la Flota de la Mediterrània, com ara el HMS Eagle, que va ocupar la rodalia d'Ancona al setembre i va establir un bloqueig sobre la ciutat, donant cacera i destruint combois sense cap oposició.
Fins i tot sense mediació britànica, les pèrdues franceses a l'Adriàtic seguir incrementant-se. El novembre del 1811 el Flore, veterà de Lissa, va encallar prop de Chioggia, i el setembre del 1812 el Dana explotar sobtadament a Trieste, causant una gran quantitat de morts. Per a la Marina Francesa, aquestes pèrdues van ser irreemplaçables, a les fragates franceses els resultava cada vegada més difícil escapar als bloquejos en els seus ports de base per dirigir-se a l'Adriàtic i protegir els seus combois. La primera esquadra britànica important va ser assignada a l'Adriàtic al començament de 1813 sota el comandament de l'Almirall Thomas Fremantle. Aquesta flota tenia ordres de capturar o destruir totes les illes, forts i llocs d'avançada en possessió de l'Imperi Francès, a més d'interrompre el comerç marítim sempre que fos possible i proporcionar assistència als exèrcits aliats de la Sisena Coalició. Sota la direcció de Fremantle, les forces britàniques van envair sistemàticament les illes o ciutats costaneres de Lagosta, Curzola, Carlopago, Cherso, Dignano i Giuppana, entre d'altres, capturats o destruint les seves instal·lacions portuàries per impedir que els francesos poguessin utilitzar-les.
Fremantle també instruir a diversos oficials, Hoste inclòs, que operen de manera independent. Hoste, al Bacchante, va tornar a la Pulla i va atacar diversos ports, castells i ancoratges, mentre que Capità George Cadogan del HMS Havannah i HMS Havannah mobilitzava per complet el transport de subministraments al llarg de la costa nord d'Itàlia, ajudant a l'exèrcit austríac que s'aproximava a la regió. Al juny Fremantle va liderar en persona a la seva flota a ple en una invasió a Fiume, capturant o incendiant 90 vaixells al port i gran quantitat d'equips navals després d'un intens combat als carrers de la ciutat. Tres mesos després, Fremantle va atacar la ciutat de Trieste, bloquejant pel mar, bombardejant les seves defenses i desembarcant tropes d'infanteria de marina i canons que es van unir a l'exèrcit austríac que es trobava assetjant la ciutat i van provocar la seva rendició.

## Fi de la campanya
A la tardor del 1813, els grups d'atac britànics van gaudir del domini indisputable sobre l'Adriàtic. Coordinant el seu treball amb els exèrcits austríacs que envaïen a les Províncies d'Il·líria i el nord d'Itàlia, els vaixells de Fremantle podien transportar ràpidament a les tropes britàniques i austríaques des d'un punt a un altre, el que els va valer la rendició de ports estratègics com els de Zara al desembre i Cattaro i Ragusa al gener del 1814. Per al 16 de febrer, Fremantle li havia escrit al seu superior, Edward Pellew, que les tropes britàniques o austríaques havien pres tots els ports francesos. S'havia capturat a més de 700 vaixells mercants francesos i l'únic lloc d'avançada que França encara conservava a la regió era Corfú.
L'abdicació de Napoleó al començament d'abril del 1814 va posar fi a la Guerra de la Sisena Coalició. Corfú, el territori que França va mantenir durant més temps a l'Adriàtic, es va rendir i va ser annexat als Estats Units de les Illes Jòniques, sota protecció britànica. Al Regne Unit, es van realitzar commemoracions als que van prestar els seus serveis al Mar Adriàtic; Hoste, Maxwell i Fremantle, entre d'altres, van ser nomenats cavallers enmig de les reformes als ordes de cavalleria del 1815, a més de rebre grans recompenses monetàries per les captures aconseguides durant la guerra. El poc nombre d'accions militars marítimes en els últims nou anys del conflicte també van fer créixer l'interès públic en batalles com la de Lissa, que va ser aplaudida tant abans com després de l'arribada de la pau.

## Impacte
Tot i ser només un teatre de guerra menor al marc de les Guerres Napoleòniques, la campanya naval al Mar Adriàtic va tenir conseqüències majors per a tot el conflicte. Els esdeveniments del 1811 van ser estudiats molt de prop per Napoleó; durant una trobada casual amb Murray Maxwell el 1817, l'ex Emperador va recordar amb molt de detall l'acció naval del 29 de novembre del 1811 i va felicitar Maxwell per la seva victòria. L'acord entre França i Rússia de recolzar entre si durant les seves operacions contra l'Imperi Otomà no podia complir sense una via de transport de subministraments entre França i els Balcans i la mateixa no podia assegurar sense el control marítim de l'Adriàtic. L'historiador britànic James Henderson traça una relació directa entre l'acció militar de novembre del 1811 i aquest problema estratègic, suggerint que la pèrdua dels combois i els seus 200 canons podrien haver estat el motiu de la decisió de Napoleó de modificar la seva campanya del 1812, planejada per als Balcans, i dirigir contra Rússia.
En una escala menor, l'Adriàtic va ser una de les poques zones en què els vaixells francesos i britànics es van enfrontar regularment durant aquest període, on el Rivoli va ser l'últim vaixell de guerra francès capturat en combat naval. La disminució dels recursos de la Flota Mediterrània Francesa a causa de l'Adriàtic durant els últims anys de les guerres napoleòniques, causada per la necessitat de proveir la guarnició aïllada a Corfú, va frustrar a diversos almiralls francesos, especialment després de la mort de Dubourdieu el 1811. El bloqueig britànic a Tulón va xafar els intents per reconstruir les unitats perdudes en batalla i a conseqüència dels accidents, pel 1812, els vaixells britànics podien operar lliurement, gairebé amb impunitat, evitant el trasllat de milers de soldats francesos i italians que del contrari haurien establert guarnicions contra la Sisena Coalició al llarg de les costes. Els últims mesos de la guerra, la Marina Reial era capaç d'atacar qualsevol punt en els marges del continent sense cap oposició, el qual va enderrocar a tota l'estructura defensiva francesa a la regió i facilitar la captura de diverses ciutats portuàries per part de l'exèrcit austríac.